# Фуся
Фуся (рум. Fusea) — село у повіті Димбовіца в Румунії. Адміністративно підпорядковане місту Тіту.
Село розташоване на відстані 49 км на північний захід від Бухареста, 30 км на південь від Тирговіште, 142 км на схід від Крайови, 111 км на південь від Брашова.

## Населення
За даними перепису населення 2002 року у селі проживали 610 осіб. Усі жителі села рідною мовою назвали румунську.
Національний склад населення села:
| Національність | Кількість осіб | Відсоток |
| -------------- | -------------- | -------- |
| румуни         | 551            | 90,3%    |
| цигани         | 59             | 9,7%     |